# De Heij
De Heij is een voormalige buurtschap die gelegen was op het Nederlandse eiland IJsselmonde. De buurtschap lag in het oosten van de voormalige gemeente Pernis aan beide zijden van de Koedood, die de grens vormde met de voormalige gemeente Charlois. In de Heij stond een stoomgemaal op de Koedood.
De gemeente Charlois werd in 1895 door Rotterdam geannexeerd. Aan de oostkant van de Koedood aan de Nieuwe Maas vestigde zich in 1902 de Rotterdamsche Droogdok Maatschappij (RDM). Vanaf 1914 werd voor de werknemers van de RDM het tuindorp Heijplaat gebouwd.
In 1934 werd de gemeente Pernis eveneens door Rotterdam geannexeerd. De eerste havenaanleg bij Pernis vond plaats in het westelijk deel van de voormalige gemeente. Na de Tweede Wereldoorlog werd de Eemhaven gegraven. In 1953 nam de Rotterdamse gemeenteraad het besluit de buurtschap De Heij te slopen. In het voorjaar van 1955 werd gestart met de sloop van de 81 huizen. De 350 inwoners werden verspreid over Rotterdam gehuisvest.

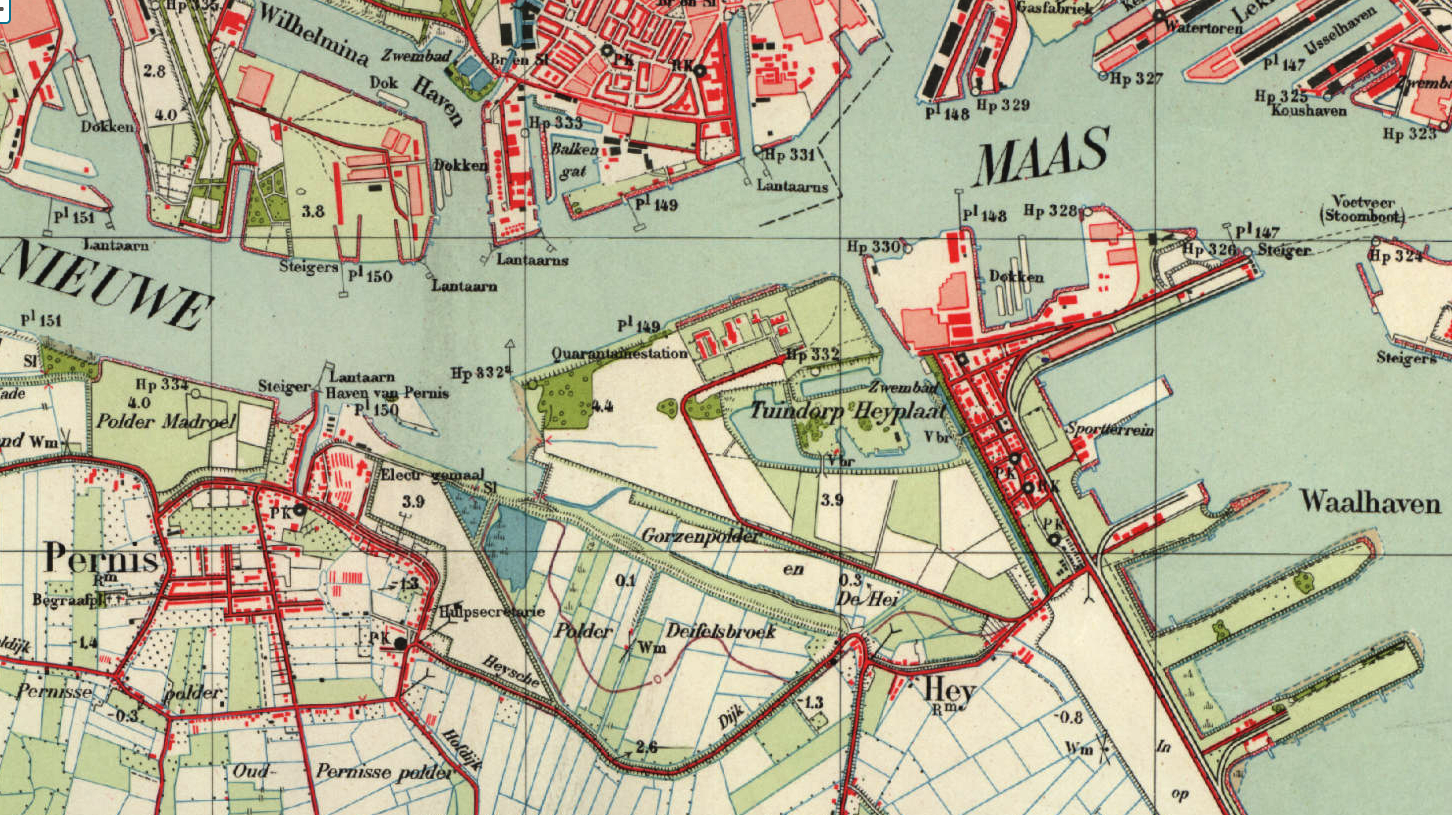
Topografische kaart Pernis, de Heij en Heijplaat (1940)